# Образцово народно читалище „15 септември 1903 г.“
Образцово народно читалище „15 септември 1903 година“ е читалище в град Разлог, България, съществуващо от 1909 година. Разположено е на улица „Шейново“ № 2 и е регистрирано под № 1015 в Министерство на културата на България.

## История
Младотурската революция в 1908 година създава по добри възможности за развитие на българско просветно и обществено дело в Разлога. Инициатори за създаването на читалището са Владислав Каназирев, Благой Даскалов и Петър Лачин, които в 1909 година организират събрание на около 50 видни мехомийци. За името на бъдещето читалище възникват спорове. Георги Кондев предлага „Братя Юрукови“, в памет на загиналите в Илинденско-Преображенското въстание двама мехомийци, но четникът Дойчин Тумбев казва, че във въстанието са загинали и учителят Никола Даскалов, братя Кулини и други. Предложено е и името на загиналия драмски войвода Владимир Кипров. Накрая всички приемат „15 септември 1903 година“, Кръстовден, датата, на която избухва въстанието в Разлога. Председател на първия управителен съвет е Владислав Каназирев, а членският внос – 100 пари месечно. Читалището е настанено в Кулината сграда на пазара, а основателите даряват свои книги.
В 1913 година гръцките войски унищожават читалищния фонд. Председателят Симеон Попконстантинов е заменен от Каназирев, а касиер става Христо Киров. Новата му сграда е бившата турска аптека срещу градската градина. Братя Каназиреви построяват читалищен салон в сградата на прогимназията. В 1972 година новото здание Дом на културата е кръстено „50 години СССР“, което след краха на комунистическия режим е премахнато.
Към читалището има библиотека, киносалон, школа по изкуствата, ансамбъл за народни песни и танци „Перун“, детски ансамбъл за народни песни и танци „Разложанче“, група за стари градски песни, детски танцов състав, женска група за автентичен фолклор, народен оркестър, духов оркестър и самодеен театрален състав.
В 2009 година читалището с едноседмични тържества отбелязва своя стогодишен юбилей.